# Daniel Pearson
Daniel Pearson (Cardiff, 26 de febrer de 1994) és un ciclista gal·lès, professional des del 2015 i actualment a l'equip Aqua Blue Sport.

## Palmarès
- 2011
  -  Campió del Regne Unit júnior en ruta
- 2015
  - 1r a la Coppa Ardigò
- 2019
  - Vencedor d'una etapa al Tour de la Mirabelle